# Lars Jørgensen
Lars Troels Jørgensen, también conocido como Lars Jørgensen (Næstved, 3 de febrero de 1978) fue un jugador de balonmano danés que jugaba de lateral izquierdo. Su último equipo fue el KIF København. Fue un componente de la Selección de balonmano de Dinamarca. En España es conocido por su paso por el BM Altea y por el Portland San Antonio.
Con la selección logró varias medallas, entre las que destaca el oro en el Campeonato Europeo de Balonmano Masculino de 2008.

## Palmarés

### Portland San Antonio
- Liga Asobal (1): 2005
- Supercopa Asobal (1): 2005

### AG København
- Liga danesa de balonmano (2): 2011, 2012
- Copa de Dinamarca de balonmano (2): 2010, 2011

### KIF København
- Liga danesa de balonmano (2): 2014, 2015
- Copa de Dinamarca de balonmano (1): 2013

## Clubes
- Virum Sorgenfri ( -2001)
- BM Altea (2001-2004)
- Portland San Antonio (2004-2009)
- AG København (2009-2012)
- KIF København (2012-2017)